# Santa Mónica (Surigao del Norte)
Santa Monica, antes conocido como Sapao, es un municipio filipino de quinta categoría, situado en la isla de Siargao, adyacente a Mindanao en el nordeste. Forma parte de la provincia de Surigao del Norte situada en la Región Administrativa de Caraga, también denominada Región XIII. Para las elecciones está encuadrado en el Primer Distrito Electoral.

## Geografía
Municipio situado en el extremo norte de la isla de Siargao, al este de la provincia, ribereño del mar de Filipinas.
Su término linda al norte con el mar de Filipinas; al sur con los municipios vecinos de  San Benito y de San Isidro; al este con el de Burgos; y al oeste con el seno de Dinagat (Dinagat Sound).

### Barangays
El municipio de Sapao se divide, a los efectos administrativos, en 11 barangayes o barrios, conforme a la siguiente relación:
| - Abad Santos - Alegría - T. Arlan (Población) | - Bailan - García - Libertad | - Mabini - Mabuhay (Población) - Magsaysay | - Rizal - Tangbo |

## Demografía
Según el censo del año 2000 el municipio contaba con 7,757 personas que ocupaban 1,459 hogares.

## Historia
En 1538 llega la expedición de la Corona de Castilla de Francisco de Castro,  bautizando a sus habitantes.
Un pescador nativo al recoger su red que había lanzado para atrapar peces exclamó Sapao-Sapao, queriendo decir está lleno.  Sapao fue el nombre dado al lugar.
En 1683 los padres recoletos  se establecieron en Tandag,  Butuan, Bislig, Linao-an en el interior de Agusan y también en esta isla de Siargao.
Testimonio de esta presencia es el arco de piedra de la puerta de la antigua iglesia de Sapao.

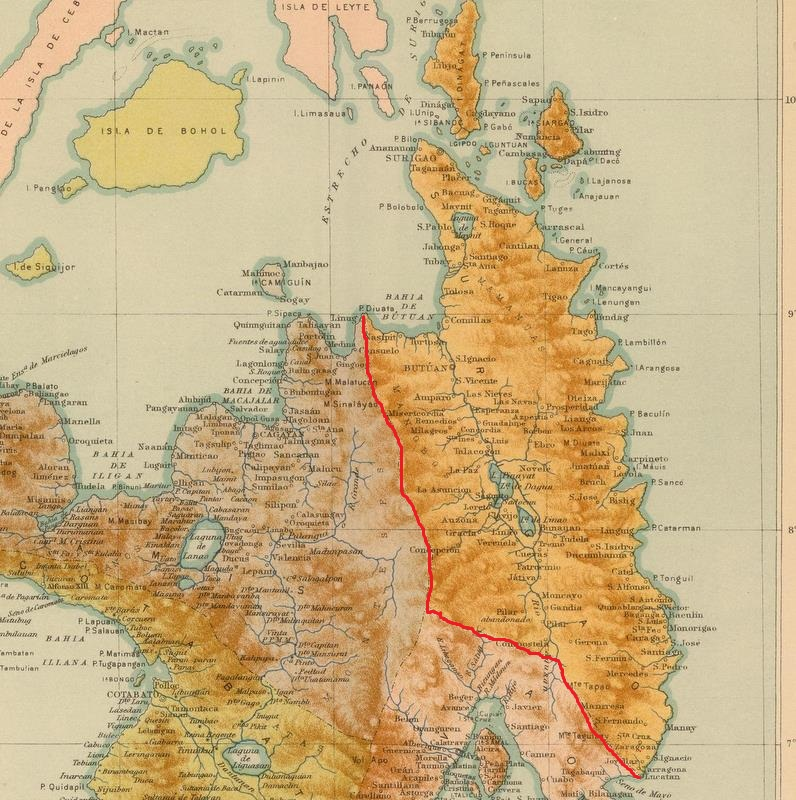
Provincia de Surigao en 1899.

En 1904, durante la ocupación estadounidense de Filipinas muchos municipios se convirtieron en barrios. La provincia de Surigao retuvo sólo los de Surigao, Placer, Dinagat y Dapa.
Sapao pierde la condición de municipio pasando a ser uno de los barrios de Numancia.
El 1 de octubre de 1953 recupera su condición de municipio. Años más tarde se cambió el nombre Sapao por el de Santa Mónica.